# هاللو أمريكا (فلم)
هاللو أمريكا هو فيلم كوميدي مصري من إنتاج عام 2000، وهو الجزء الثالث من ثلاثية بخيت وعديلة بطولة عادل أمام، شيرين، إيناس مكي، أسامة عباس، إنتاج مصر للتوزيع، تأليف لينين الرملي وإخراج نادر جلال.
تاريخ عرض الفيلم يوافق عيد الفطر في مصر 1420 هـ.

## قصة الفيلم
يتلقى بخيت دعوة من ابن عمه نوفل لزيارته في أمريكا، يسافر بخيت وعديلة من أجل البحث عن الثروة وتحقيق حلمهما، يصطدم بخيت بمجتمع مختلف عنه، جاكى زوجة نوفل هي المسيطرة على المنزل. ابنة نوفل تخلو لصديقها في حجرة نومها، يضطر بخيت للزواج من سيدة سوداء بدينة من أجل الحصول على تصريح للإقامة في أمريكا. يتعرض بخيت لحادثة سيارة تقودها ابنة مرشح للرئاسة الأمريكية، يشير نوفل لبخيت برفع دعوى قضائية للتعويض عن هذه الحادثة، يطلب المحامي بتعويض قدره خمسة ملايين دولار لتعطله عن العمل. يكسب بخيت القضية لكن الأموال تذهب لأتعاب المحاماة وشركات التأمين. يعدو بخيت وعديلة وهي في ثوب الزفاف في شوارع أمريكا، ويلقي بالدولارات مبتسما في سخرية من مجتمع يقاتل من أجل الحصول على الاوراق الخضراء.

## طاقم التمثيل
- عادل إمام
- شيرين
- أسامة عباس
- إيناس مكي
- رشدي المهدي
- كاتيا
- ضياء عبد الخالق
- حسن عبد الفتاح
- ستونة
- هشام مدكور
- هانم محمد
- نعيم عيسى
- أسامة زكريا
- سيد جبر
- نانا
- صلاح خليل

## فريق العمل
- إخراج: نادر جلال
- قصة وسيناريو وحوار: لينين الرملي
- إنتاج: واصف فايز
- توزيع داخلي: أفلام مصر العربية
- توزيع خارجي: شركة أفلام النصر
- مونتاج: عادل منير
- موسيقى تصويرية: رامي إمام
- مدير التصوير: محسن أحمد

## وصلات خارجية
- مقالات تستعمل روابط فنية بلا صلة مع ويكي بيانات
- صفحة الفيلم على موقع السينما